# انرژی

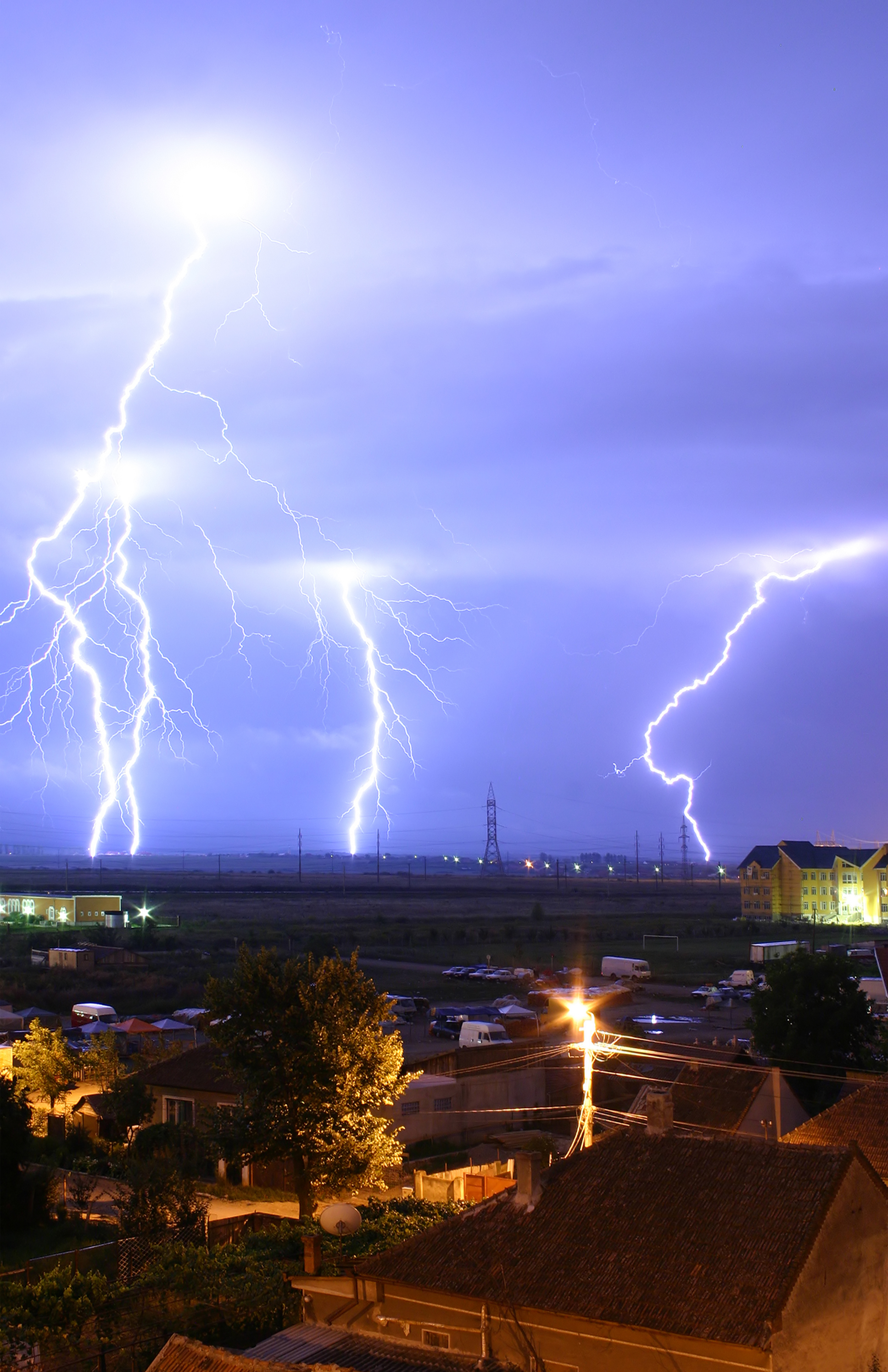
انرژی پتانسیل الکتریکی در آذرخش.

در فیزیک، انرژی (به فرانسوی: Énergie) (از واژه یونانی ἐνεργός، به معنی فعالیت، عملیات) یا کارمایه، خاصیت کمیتی است که به شکل انجام کار یا گرما یا نور در یک جسم یا سامانه فیزیکی دیده می‌شود. انرژی، کمیتی بنیادین است که برای توصیف وضعیت یک ذره، جسم یا سامانه به آن نسبت داده می‌شود. در کتاب‌های مرجع فیزیک انرژی را به صورت توانایی انجام کار می‌شناسند. در سامانۀ استاندارد بین‌المللی یکاها یکای انرژی ژول است که برابر است با اندازۀ کاری که نیروی ۱ نیوتون در جابجا کردن یک جسم به اندازهٔ یک متر انجام می‌دهد. ِ
تا به امروز گونه‌های متفاوتی از انرژی شناخته شده که با توجه به شیوۀ آزادسازی و اثرگذاری به دسته‌های متفاوتی بخش‌بندی می‌شوند که از آن‌ها می‌توان انرژی جنبشی، انرژی پتانسیل (گرانشی، الکتریکی، مغناطیسی)، انرژی گرمایی، انرژی شیمیایی، انرژی هسته‌ای
و انرژی نورانی را نام برد. در فیزیک انرژی را به دو بخش تقسیم می‌کنند:
1. اکسرژی (بخش سودمند انرژی)
2. انرژی (بخش قابل تبدیل انرژی (انرژی در واقع به نوعی از انرژی تبدیل می‌شود که در آن شرایط برای ما ممکن است سودمند یا ناسودمند باشد)).

عامل، حامل و منبع همه گونه انرژی‌هایی که بشر از آن استفاده می‌کند (انرژی مواد فسیل، انرژی آبی و غیره) خورشید است، به جز انرژی هسته‌ای.
برپایۀ نظریهٔ نسبیت مجموع «جرم و انرژی» پایدار و تغییرناپذیر است (و آن را قانون پایستگی انرژی می‌نامند)؛ بدین معنا که انرژی از شکلی به شکل دیگر یا به جرم تبدیل شود ولی هرگز زاییده یا نابود نمی‌شود. بر پایۀ تئوری نور بقای جرم و انرژی پیامدی از این اصل است که قوانین فیزیکی در گذر زمان بدون تغییر می‌مانند. انرژی هر جسم (برپایۀ نسبیت خاص) جنبش ذرات بنیادی آن جسم است و اندازۀ آن از معادلهٔ شناخته‌شدۀ آلبرت اینشتین به‌دست می‌آید: {\displaystyle E=mc^{2}\!} (باید توجه کرد که این معادله تنها انرژی موجود ذرات را نشان می‌دهد و نه دیگر گونه‌های انرژی (مانند جنبشی یا پتانسیل). انرژی توانایی انجام کار است یعنی ما برای اینکه بتوانیم کارهای خود را انجام دهیم یا حتی حرکت کنیم به انرژی نیاز داریم.

## تاریخچه
اصل بقای انرژی در نزدیکی سال ۱۸۵۰ پایه‌گذاری شد. سرچشمۀ این اصل همانگونه که در مکانیک بکار می‌رود بدست کار گالیله و آیزاک نیوتن فهمانیده شد. در واقع هنگامیکه کار به عنوان حاصلضرب نیرو و تغییر مکان تعریف می‌شود، این تعریف تقریباً به‌طور خود کار از قانون دوم حرکت نیوتن تبعیت می‌کند. چنین مفهومی تا سال ۱۸۲۶ یعنی زمانی‌که ریاضی‌دان ‌شناخته‌شدۀ فرانسوی معرفی شد، وجود نداشت. واژۀ نیرو (از نظر لاتین) نه تنها از دیدگاه مفهوم آن بدست نیوتن در قوانین حرکتش توصیف شد، بلکه در کمیت‌هایی که اکنون به عنوان کار و انرژی سینتیک (جنبشی) و پتانسیل (نهفته) تعریف می‌شوند بکار می‌روند. این ابهام برای مدت زمانی گسترش هر اصل کلی را در مکانیک در ورای قوانین حرکت نیوتنی مسدود نموده بود.

## حالت‌ها
انرژی کل یک سامانه می‌تواند به انرژی جنبشی، انرژی پتانسیل یا ترکیب‌هایی از آن‌ها بخش‌بندی شود. انرژی جنبشی با حرکت یک شیء یا اجزای آن تعیین می‌شود و انرژی پتانسیل بیان‌گر پتانسیل یک شیء برای حرکت است و معمولاً تابع موقعیت آن درون میدان است؛ یا ممکن است در آن ذخیره شده باشد.
| نوع انرژی  | توضیحات                                                                 |
| ---------- | ----------------------------------------------------------------------- |
| مکانیکی    | انرژی ماکروسکوپیک منسوب به یک سامانه که مجموع انرژی پتانسیل و جنبشی است |
| الکتریکی   | انرژی پتانسیل ناشی از میدان‌های الکتریکی                                 |
| مغناطیسی   | انرژی پتانسیل ناشی از میدان‌های مغناطیسی                                 |
| گرانشی     | انرژی پتانسیل ناشی از میدان‌های گرانشی                                   |
| شیمیایی    | انرژی پتانسیل ناشی از پیوندهای شیمیایی                                  |
| گرمایی     | انرژی جنبشی حرکت میکروسکوپیک ذره‌ها                                      |
| کشسانی     | انرژی پتانسیل ناشی از تغییر شکل یک ماده                                 |
| هسته ای    | انرژی پتانسیلی که باعث بستگی ذرات هسته‌ای هاست                           |
| انرژی یونش | انرژی پتانسیلی که باعث بستگی الکترون به اتم یا مولکول آن است            |

## انرژی جنبشی
هریک از کمیت‌های {\displaystyle {\frac {1}{2}}mv^{2}} در معادلات بالا یک انرژی جنبشی {\displaystyle E_{k}} است، اصطلاحی که به وسیلهٔ لرد کلوین در ۱۸۵۹ شناخته شد:
{\displaystyle E_{k}={\frac {1}{2}}mv^{2}}
این معادله نشان می‌دهد که کار انجام شده بر روی جسم در شتاب دادن آن از یک سرعت نخستین به سرعت پایانی معادل تغییر در انرژی جنبشی جسم است. بر عکس چنانچه یک جسم متحرک بدست عمل یک نیروی مقاوم کند شود، کار انجام شده به وسیلهٔ جسم معادل تغییرش در انرژی جنبشی خواهد بود.
در سامانۀ استاندارد بین‌المللی یکاها که یکای جرم به کیلوگرم و سرعت به متر بر ثانیه است، انرژی جنبشی دارای یکای کیلوگرم در توان‌دوی متر بر توان‌دوی ثانیه است از آنجایی که کیلوگرم متر بر توان‌دوی ثانیه به یکای نیوتن بیان می‌شود، انرژی جنبشی به نیوتن متر یا ژول بیان می‌گردد که همان یکای کار خواهد بود.
در دستگاه مهندسی انگلیسی، انرژی جنبشی به {\displaystyle {\frac {1}{2}}mv^{2}/g_{c}} بیان می‌شود؛ بنابراین یکای انرژی جنبشی در این دستگاه عبارت خواهد بود از
{\displaystyle E_{k}={\frac {mv^{2}}{2g_{c}}}={\frac {(lb_{m})(ft)^{2}(s)^{-}2}{(lb_{m})(ft)(lb_{f})^{-}1(s)^{-}2}}=(ftlb_{f})}
در اینجا برای هماهنگی ابعاد، قراردادن ثابت بعدی {\displaystyle g_{c}} ضروری است.

## انرژِی پتانسیل
مفهوم انرژی پتانسیل میدان الکتریکی :توانایی انجام کار به خاطر داشتن موقعیت در میدان نیروی پایستار را انرژی پتانسیل الکتریکی گویند. (یعنی انرژی تنها مربوط به جسم نیست بلکه متناسب با جسم و موقعیت آن است).
مفهوم انرژی پتانسیل گرانشی :توانایی انجام کار به خاطر داشتن موقعیت در میدان نیروی گرانش (نیروی گرانش پایستار است، یعنی به گذرگاه ربط ندارد بلکه به جایگاه نخستین و دوم مربوط است) را انرژی پتانسیل گرانشی گویند
چنانچه جسمی با جرم معینی از یک ارتفاع نخستین {\displaystyle z_{1}} به ارتفاع پایانی {\displaystyle z_{2}} بالا رود، نیرویی دست‌کم برابر وزنش در جهت بالا باید بر آن اعمال شود
{\displaystyle F=ma=mg\!}
در این معادله شتاب گرانشی از محلی به محل دیگر متفاوت است. حداقل کار نیاز برای بالا بردن جسم، حاصلضرب این نیرو و تغییر ارتفاع خواهد بود
{\displaystyle W=F(z_{2}-z_{1})=mg(z_{2}-z_{1})\!}: معادله(۲)
از معادله بالا می‌بینیم که کار انجام شده بر روی جسم برای بالا بردن آن برابر تغییر در انرژی پتانسیل ({\displaystyle E_{p}}) است. بر عکس، چنانچه جسمی در برابر یک نیروی مقاوم برابر وزنش پایین آورده شود، کار انجام شده به وسیلهٔ جسم برابر تغییر در انرژی پتانسیل است.
معادله (۱) شکل مشابهی با معادله (۲) دارد و هر دو مبین این واقعیت هستند که کار انجام شده برابر تغییر در کمیتی است که شرایط جسم را در ارتباط با محیطش توصیف می‌نمایید. در هر دو حالت کار انجام شده را می‌توان به وسیله وارون نمودن فرایند و بازگرداندن جسم به شرایط نخستینش بازیابی نمود. این مشاهده طبیعتاً به این تصور انجامیده می‌شود که چنانچه کار اعمال شده بر روی جسم در شتاب دادن آن یا در بالا بردن آن را بتوان بازیابی نمود، پس این جسم به وسیله خاصیتی چون سرعتش یا ارتفاعش باید دارای استعداد یا ظرفیت انجام این کار باشد این فرضیه در مکانیک جسم جامد آنچنان به خوبی ثابت شده است که ظرفیت یک جسم برای انجام کار نام انرژی به دادن اختصاص یافته است، نامی که از واژۀ یونانی اقتباس شده و به معنی انجام کار است و بنابراین کار شتاب دهنده یک جسم باعث تغییر در انرژی جنبشی آن می‌شود.
{\displaystyle W=\Delta E_{k}=\Delta \left({\frac {mu^{2}}{2}}\right)}
و کار انجام یافته بر روی یک جسم برای بالا آن باعث تغییر در انرژی پتانسیل آن می‌شود، و یا
{\displaystyle W=\Delta E_{p}=\Delta mzg\!}
بنابراین انرژی پتانسیل چنین تعریف می‌شود: {\displaystyle E_{p}=mzg\!}
در سامانۀ استاندارد بین‌المللی یکاها، که جرم به کیلوگرم، ارتفاع به متر و شتاب گرانشی به متر بر توان‌دوی ثانیه است، انرژی پتانسیل دارای یکای کیلوگرم-توان‌دوی متر بر توان‌دوی ثانیه است. این همان نیوتن متر یا ژول که یکای کار است می‌باشد.
در دستگاه مهندسی انگلیسی، یکای انرژی پتانسیل فوت در پوند نیرو خواهد بود
{\displaystyle E_{p}={\frac {mzg}{g_{c}}}={\frac {(lb_{m})(ft)(ft)(s)^{2}}{(lb_{m})(ft)(lb_{f})^{-}1(s)^{-}2}}}
این بار نیز ثابت بعدی {\displaystyle g_{c}} برای هماهنگی ابعاد افزوده می‌شود.

## اصل پایستگی جرم و انرژی
در هر یک از آزمایش‌ها فرایندهای فیزیکی، تلاش برای یافتن یا تعریف کردن کمیت‌هایی است که بدون توجه به تغییرات رخ داده شده، ثابت بمانند. یک چنین کمیتی که پیش از این در گسترش مکانیک شناخته شده است، جرم می‌باشد. استفاده مهم قانون بقای جرم به عنوان یک اصل کلی در علم پیشنهاد می‌نماید که اصول بیشتر بقاء می‌باید دارای اندازۀ قابل مقایسه‌ای باشد؛ بنابراین گسترش مفهوم انرژی به‌طور گویا منتهی به اصل بقایش در فرایندهای مکانیکی شد. در صورتی‌که به جسمی در هنگام بالا رفتن انرژی داده شود، پس از آن این جسم می‌باید این انرژی را در خود نگهدارد تا کاری را که تواناست انجام دهد. جسمی که فراز نموده و مجاز به سقوط آزاد است، آنقدر انرژی جنبشی کسب می‌نماید که به همان اندازه انرژی پتانسیل از دست می‌دهد به‌طوری‌که ظرفیت آن برای انجام کار بدون تغییر می‌ماند. برای یک جسم در حال سقوط آزاد، می‌توان نوشت:
{\displaystyle {\frac {mu_{2}}{2}}-{\frac {mu_{1}}{2}}+mz_{2}g-mz_{1}g=0\!}
اعتبار این معادله به وسیلهٔ آزمایش‌های بی‌شماری تأیید شده است. موفقیت در کاربرد آن برای اجسام در حال سقوط آزاد منتهی به تعمیم اصل بقای انرژی برای استفاده در همه فرایندهای مکانیکی خالص شده است. گواهی‌های تجربی فراوانی تاکنون برای تأیید این تعمیم حاصل گردیده است.
اشکال دیگری از انرژی مکانیکی افزون بر انرژی جنبشی و پتانسیل گرانشی امکانپذیر است. واضح‌ترین آن انرژی پتانسیل آرایش ساختمانی است. هنگامیکه فنری فشرده شود، کار بدست یک نیروی بیرونی صورت می‌گیرد. از آنجائیکه فنر بعداً می‌تواند این کار را دربرابر یک نیروی مقاوم بیرونی انجام دهد، پس فنر دارای ظرفیت انجام کار است. این انرژی پتانسیل آرایش ساختمانی است. انرژی شکل مشابهی در یک نوار لاستیکی کشیده شده یا در یک میله کج شده در ناحیه کشسانی موجود است.
برای افزایش عمومیت اصل بقای انرژی در مکانیک، ما به کار بالاخص به عنوان شکلی از انرژی می‌نگریم. این به‌طور وضوح مجاز است زیرا تغییرات انرژی جنبشی و پتانسیل برابر کار انجام گرفته در تولید آنهاست (معادلات ۱ و ۲). در هر حال کار انرژی در انتقال است و هرگز در یک جسم نمی‌ماند. هنگامیکه کاری انجام گیرد لکن هم‌زمان جای دیگری کار ظاهر نشود، به‌شکل دیگری از انرژی تبدیل می‌شود.
جسم یا مجتمعی که توجه بر روی آن متمرکز می‌شود دستگاه (system) نامند. به هر چیز دیگری محیط یا پیرامون (surrounding) گفته می‌شود. زمانی‌که کاری صورت می‌گیرد، این کار به وسیلهٔ محیط بر روی دستگاه یا بالعکس انجام می‌شود و انرژی از محیط به دستگاه یا بالعکس انتقال می‌یابد تنها در خلال این انتقال است که شکلی از انرژی به عنوان کار موجود می‌باشد. بر عکس، انرژی جنبشی و پتانسیل در جسم ذخیره می‌شود. اندازه‌هایشان به هر حال در مقایسه با محیط اندازه‌گیری می‌شود. برای نمونه انرژی جنبشی تابعی از سرعت نسبت به محیط است و انرژی پتانسیل تابعی از ارتفاع نسبت به یک سطح مقایسه می‌باشد. تغییرات در انرژی جنبشی و پتانسیل تابعی از این شرایط مقایسه نیست مشروط بر آنکه آن‌ها ثابت باشند؛ که از آن در جهان استفاده می‌شود

## انرژی الکتریکی

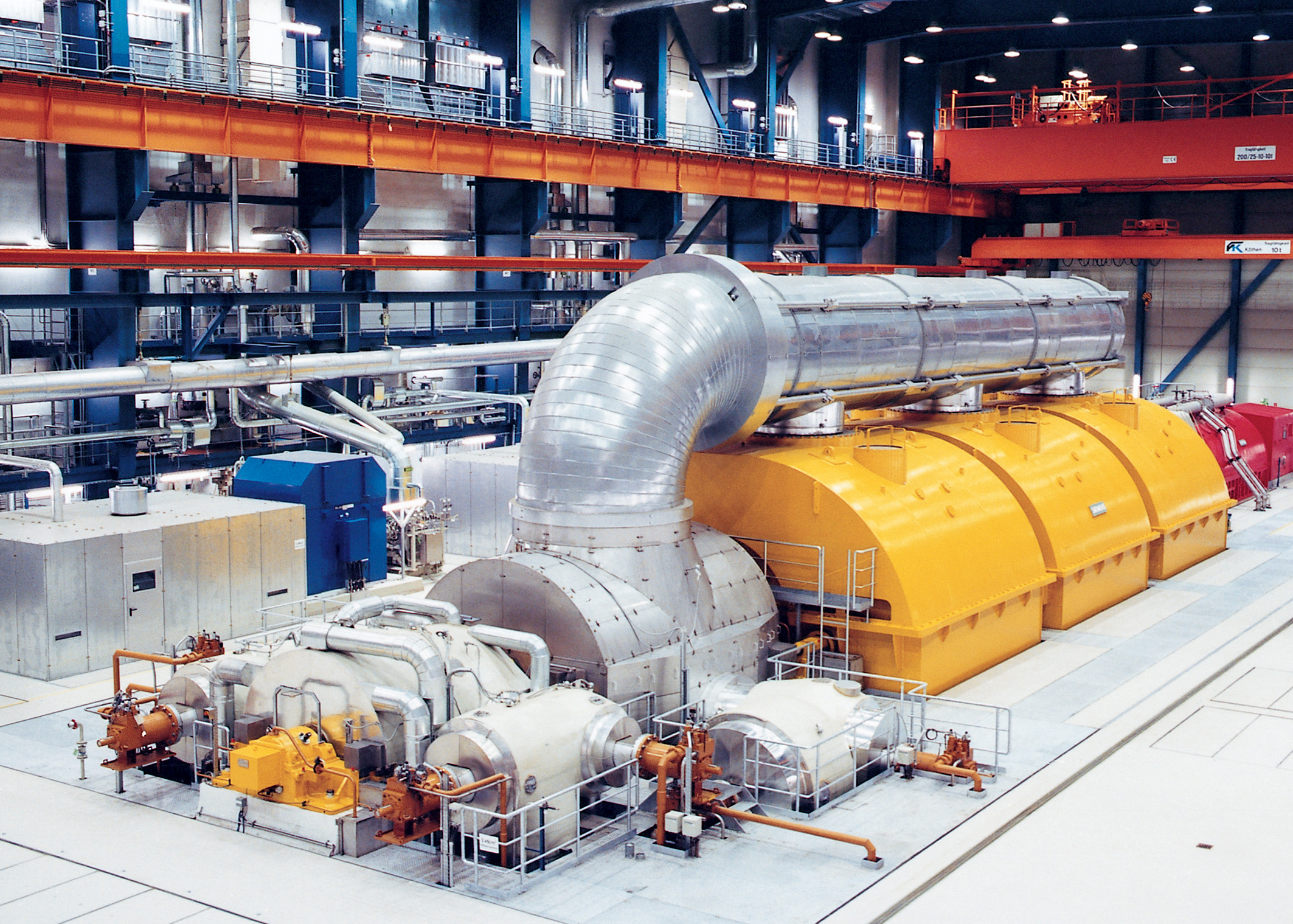
یک توربو ژنراتور که انرژی بخار را به انرژی الکتریکی تبدیل می‌کند.

چنانچه جریان الکتریکی از یک مقاومت می‌گذرد، انرژی الکتریکی به گرما تبدیل می‌شود. اگر جریان از یک وسیله برقی بگذرد، اندازه‌ای از انرژی الکتریکی به انواع دیگر انرژی تبدیل می‌گردد (و اندازه‌ای از آن همواره با تبدیل شدن به گرما هدر می‌رود). مقدار انرژی یک جریان الکتریکی به روش‌های مختلف قابل بیان است
{\displaystyle E=VQ=VIt=Pt={{V^{2}}{t} \over {R}}={I^{2}}Rt}
در فرمول بالا V اختلاف پتانسیل الکتریکی بر حسب ولت، I جریان الکتریکی بر حسب آمپر، t زمان بر حسب ساعت، R مقاومت الکتریکی بر حسب اهم، E انرژی الکتریکی بر حسب وات ساعت، P توان الکتریکی بر حسب وات است.

## اصل حفاظت از انرژی در معماری
هر ساختمان باید به گونه‌ای طراحی و ساخته شود که نیاز آن به سوخت فسیلی به کمترین اندازۀ ممکن برسد. ضرورت پذیرفتن این اصل در دوره‌های گذشته بدون هیچ شک و تردیدی با توجه به شیوه ساخت و سازها انکار ناپذیر می‌باشد و شاید تنها به سبب گوناگونی بسیار زیاد مصالح و فناوری‌های جدید در دوران معاصر چنین اصلی در ساختمان‌ها به دست فراموشی سپرده شده است و این بار با استفاده از مصالح گوناگون ویا با ترکیب‌های مختلفی از آنها، ساختمان‌ها، محیط را با توجه به نیازهای کاربران تغییر می‌دهند. اشاره به نظریه مجتمع زیستی نیز خالی از لطف نمی‌باشد، که از فراهم آوردن سر پناهی برای در امان ماندن در برابر سرما یا ایجاد فضایی خنک برای سکونت افراد سرچشمه می‌گیرد، به این دلیل و همچنین وجود عوامل دیگر مردمان ساختمان‌های خود را به خاطر مزایای متقابل فراوان در کنار یکدیگر بنا می‌کردند. ساختمان‌هایی که در تعامل با اقلیم(بوم) محلی و در تلاش برای کاهش وابستگی به سوخت فسیلی ساخته می‌شوند، نسبت به کاشانه‌های عادی امروزی، حامل تجربیاتی منفرد و مجزا بوده و در نتیجه، به عنوان تلاشهای نیمه کاره برای آفریدن معماری سبز مطرح می‌شوند. بسیاری از این تجربیات نیز بیشتر حاصل کار و کوشش انفرادی بوده؛ و بنابراین روشن است به عنوان اصلی پایدار در طراحی‌ها و ساخت و سازه‌های جامعه امروز لحاظ نمی‌گردد.